# Robin Teigland
Robin Teigland, född 1964 i Connecticut, är professor inom management of digitalization vid institutionen för teknikens ekonomi och organisation på Chalmers Tekniska Högskola i Göteborg, Sverige. Teigland är även chef för Ocean Data Factory Sweden. Teigland är ledamot av Kungliga Ingenjörsvetenskapsakademien.
År 2017, 2018 och 2019 rankades Teigland som en av Sveriges mest inflytelserika kvinnor inom teknik av affärsmagasinet Veckans Affärer. År 2019 utsågs hon även som en av Sveriges 100 bästa offentliga talare.
Teigland har författat ett flertal böcker, bland andra The Rise and Development of FinTech: Accounts of Disruption from Sweden and Beyond .

## Biografi
Robin Teigland har studerat ekonomi vid Stanford University och Wharton School och international Studies vid University of Pennsylvania. Hon har en doktorsexamen i Business Administration vid Handelshögskolan i Stockholm.
Hon har tidigare arbetat i Silicon Valley med riskkapitalbolag, som konsult hos McKinsey i Sverige och Spanien, agerat medtech-start-up-entreprenör i Norge, arbetat med verksamhetsstyrning för Esso i Chile, aktiehandel i Spanien, och med international banking i USA.
Innan Chalmers var hon professor i företagsekonomi med inriktning strategi och digitalisering vid Handelshögskolan i Stockholm.